# Nijd en Spijt
Nijd en Spijt is een voormalige koffieplantage aan de Commewijnerivier in het district Commewijne in Suriname. Stroomopwaarts lag de plantage naast Mon Trésor, stroomafwaarts naast Alkmaar. In de volksmond (het Sranan) werd de plantage ook wel Granie en Spijtie genoemd. In 1819 was Nijd en Spijt 1.000 Surinaamse akkers groot, ongeveer 430 hectare. 

## Geschiedenis
De grond aan de beneden-Commewijne ten behoeve van een plantage is aangekocht door Mattheus Freher. Hij gaf het de naam Leijden, naar zijn geboortestad. In 1755 verkoopt Freher zijn nog niet in cultuur gebrachte grond aan Salomon du Plessis. Du Plessis was secretaris van gouverneur Van de Schepper en gehuwd met Johanna van Strijp (1706-1769), weduwe van Daniël Pichot (1708-1734). Zij was een rijke vrouw en eigenares van de plantages Penoribo, Siparipabo, La Paix en De Hoop. 
De plantage wordt dan aangelegd door Du Plessis' schoonzoon Frans Laurens Grand die gehuwd was met zijn dochter Susanna du Plessis. Hij noemde de plantage Grand Plaisir. In de volksmond heet de plantage Grani, ook afgeleid van Grand. Susanna echter beheerde de plantage. Na de dood van Grand wijzigt zij - volgens Dentz uit pure kwaadaardigheid - de naam van de plantage in Nijd en Spijt, om Samuel Pichot, de eigenaar van Zorg en Hoop aan de overzijde, te ergeren. In de volksmond kwam de plantage bekend te staan als Spijti. 
In 1793 experimenteerde Suzanna met het verbouwen van katoen. Toen zij in 1795 overleed liet zij een goed lopende plantage van 1.000 akkers achter. Haar naam spreekt nog altijd tot de verbeelding in Suriname, vanwege vermeende, maar nooit bewezen wreedheden. 
Na het overlijden van Susanna du Plessis kwam de plantage in het bezit van haar zesjarige Maastrichtse achterneef Salomon Reinier Marius Pichot du Plessis. De plantage werd sindsdien beheerd door administrateurs. Achtereenvolgens waren dat Quirin George Pichot, F.L.E. Pichot en F.G. Pichot l’Espinasse. 
Pichot du Plessis heeft Suriname nooit bezocht en stierf in 1840. Bij de emancipatie in 1863 bleken zijn zes kinderen tezamen eigenaar te zijn van de plantage. Er waren op dat moment nog 99 slaven aanwezig en er werden 27 nieuwe familienamen geboekstaafd. 
In 1891 was nog geen kwart van de plantage in cultuur. In dat jaar werden er cacabonen en bananen geteeld. In 1902 werd op een deel opnieuw koffie verbouwd. Er werkten toen 76 arbeiders, waaronder 7 immigranten.

## Benaming
De naam doet denken dat er nijd (jaloezie) en spijt in het spel waren, maar de oorspronkelijke vorm was Nijd ten spijt. In Middelnederlands betekent ten spijt ondanks, zodat de naam triomfantelijk is: tot stand gekomen ondanks jaloezie. De naam is op de klank af opgenomen in het Javaans door mensen die de betekenis niet kenden.
A la bonne heure · Anna's Zorg · Akkerboom · Alliance · Alkmaar · Andresa · Auka · Andreesgift · Bantaskine · Barbados · Batavia · Beekenhorst · Belladrum · Bellevue · Belwaarde · Beninenburg · Berg en Dal · Bergen op Zoom · Berlijn (Commewijne) · Berlijn (Para) · Bethlehem · Boksweide · Boston · Botany Bay · Boxel · Bronswijk · Brouwerslust · Bruinendaal · Bucklebury · Buitenrust · Burnside · Cadrosspark · Caledonia · Campenburg · Cannewapibo · Catharina Sophia · Clevia  · Cliffort-Kokshoven · Clyde · Concordia · Concordia en een Kwart Lot · Courcabo · De Dageraad · De Goede Vriendschap · De Resolutie · De Vier Hendrikken · Diamond · Dijkveld · Domburg · Dordrecht · Eendragt · Elisabeth's Hoop · Ellen · L'Espérance (Nickerierivier) · L'Espérance (Surinamerivier) · Esthersrust · Fairfield · Fortuin · Flora · Florentia · Frederiksburg · Frederiksdorp · Frederikslust · Geertruidenberg · Geyersvlijt · Glensander · Gloria · Groot Chatillon · Groot Marseille · Guadeloupe · Hague · Hamburg · Hamilton · Hamptoncourt · Hannover · Hazard · Hebron · Hecht en Sterk · Hooyland · Hope · Houttuin · Huntly · Huwelijkszorg · Inverness · Jagtlust · Jodensavanne · Johan & Margaretha · Johanna Catharina · Johanna Maria · Johannesburg · John · Katwijk · Kent · Kerkshoven · Killenstein · Klein Bellevue · Kleinhoop · Krappahoek · Kroonenburg · Kwatta · La Jalousie · La Prosperité · La Rencontre · La Ressource (Saramacca) · La Ressource (Surinamerivier) · La Singularité · Laarwijk · Leasowes · Leliëndaal · Leonsberg · Livorno · Longmay · Lunenburg · Lust en Rust · Lustrijk · Maasstroom · Margarethenburg · Maria Petronella · Mariënbosch · Mariënburg · Margaretha's Gift · Mary's Hope · Meerzorg · Merveille · Moed en Kommer · Mon Bijou · Mon Souci · Mon Trésor · Monnikendam · Mopentibo · Morgenster · Moy · Nieuw Mocha · Nieuwzorg · Nieuwe Aanleg · De Nieuwe Grond · Nijd en Spijt · Novar · Nursery · Nut en Schadelijk · Onoribo · Onverwacht · Oranibo · Ornamibo · Overbrug · Overtoom 
· Oxford · Palestina · Paradise · Persévérance · Petersburg · Picardië · Peperpot · Pieterszorg · Plaisance · Poelwijk · Potosie · Purmerend · Reijnsdorp · Reijnsfort · Rijnberk · Roosenburg · Rorac · Rust en Werk · Rustenburg · Saltzhalen · Sans Souci · Saphir · Sarah · Sardam · Schaapstede · Schoonoord · Sinabo en Gelre · Sint Barbara · Sint Eustatius · Slootwijk · Sorgvliet · Spieringshoek · Standvastigheid · Suidwijn · Suzanna's Daal · Toevlugt (Surinamerivier) · Tout Lui Faut · Toledo · Totness · Tyronne · 't Vertrouwen · Victoria · Vierkinderen · Visserszorg · Voorburg · Voorzorg (Saramacca) · Vossenburg · Vredenburg · Vriendsbeleid en Ouderzorg · Vreeland · Waltonhall · Waldijk · Waterloo · Wederzorg · Welbedacht · Welgelegen (Commewijne) · Welgelegen (Coronie) · Welgevallen · Weltevreden · Wolffs Capoerica · Wolfenbüttel · 't Ylant · Zoelen · Zorg en Hoop (hout) · Zorg en Hoop (indigo) · Zorg en Hoop (katoen) · Zorg en Hoop (suiker)